# Christliche Archäologie
Die Christliche Archäologie ist die Wissenschaft, die ursprünglich die materiellen Hinterlassenschaften der Christen der ersten Jahrhunderte als historische Quellen untersuchte. Heute hat sie sich erweitert zu einer archäologischen Disziplin, die sich mit allen Bereichen der spätantiken Kultur beschäftigt.
Entstanden im Rom des späten Mittelalters und der Renaissance angesichts der erhaltenen frühchristlichen Kirchenbauten und der immer wieder zutage tretenden Grabungsfunde, weitete sie nach und nach ihr Arbeitsfeld auf die gesamte im Altertum christianisierte Welt aus. Im Zuge des Historismus übernahm auch die Christliche Archäologie die historisch-kritische Methode und zieht zur Erklärung ihrer Objekte zunehmend Artefakte auch aus profanen und nichtchristlichen Zusammenhängen heran. Dadurch kommt es zu Überschneidungen mit den sich gleichzeitig herausbildenden Nachbardisziplinen Vor- und Frühgeschichte, Frühmittelalterliche und Byzantinische Archäologie bzw. Kunstgeschichte, die ihrerseits christliche Denkmäler für ihre eigene Betätigung verwenden. Seit dem Heraustreten aus den Theologischen in Philosophische Fakultäten ab den 1970er Jahren ergeben sich daraus naturgemäß Abgrenzungsschwierigkeiten, die sich in der Angliederung der Lehrstühle an unterschiedliche Institute (zum Beispiel Bonn: Archäologie, Leiden: Klassische Archäologie und Mittelalterarchäologie, Münster: Klassische Archäologie, München: Byzantinistik) und ihren schwankenden Benennungen ausdrücken.

## Geschichtliche Entwicklung
Als Beginn dieser Bemühungen kann man die legendäre Suche Helenas, der Mutter Konstantins I., nach dem Kreuz Christi in Jerusalem ansehen. Als eigene Disziplin entwickelte sich die Christliche Archäologie, als zu Beginn der Renaissance im Zuge der Suche nach Zeugnissen des Altertums auch die frühchristlichen Kirchen Roms Interesse finden (Giovanni Dondi [1318–1389], Iter Romanum; Poggio Bracciolini [1389–1459], De fortunae varietate urbis Romae; Maffeo Vegio [1407–1458], De rebus antiquis memorabilibus S. Petri Romae), neben heidnischen auch christliche Inschriften gesammelt wurden (Jan Gruyter [Janus Gruterus, 1560–1627]; Raffaele Fabretti [1620–1700]), die Katakomben wiederentdeckt wurden und Gelehrte wie Antonio Bosio (1575–1629), Giovanni Ciampini (1633–1698), Filippo Buonarruoti (1661–1733), Marco Antonio Boldetti (1663–1749) und andere das Material zunächst aus Rom, dann aber auch aus anderen Zentren (zum Beispiel Ravenna: Antonio Zardini [1725–1785], De antiquis sacris Ravennae aedificiis) in reich illustrierten Sammelwerken zugänglich machten. Daneben erforschten Lokalhistoriker auch in den kleineren Zentren Italiens, Frankreichs, Spaniens und auch Deutschlands die christlichen Denkmäler ihrer Heimatorte.
Mit der Histoire de l’art par les monuments, depuis sa décadence au IVe siècle jusqu’à son renouvellement au XVIe (1823) des Franzosen Jean Baptiste Louis Georges Seroux d’Agincourt (1730–1814) wurde auch eine kunstgeschichtliche Gesamtdarstellung des Denkmälerbestands versucht. Die verbesserten Reisemöglichkeiten seit dem Beginn des 19. Jahrhunderts brachten wie auch in der Klassischen Archäologie die Ausweitung auf die Erforschung der Kunstlandschaften und Ruinenstätten auch des Nahen Ostens, seit der 2. Jahrhunderthälfte auch Nordafrikas. Giuseppe Marchi (1795–1860) und Giovanni Battista de Rossi (1822–1894) setzten die Erforschung der römischen Denkmäler fort, 1871–1881 publizierte Raffaele Garrucci (1812–1885) seine sechsbändige Storia dell’arte cristiana nei primi otto secoli della chiesa, Joseph Wilpert (1857–1944) nutzte die modernen Druckverfahren für seine aufwändigen Corpora der römischen Katakombenmalereien, Sarkophage und kirchlichen Mosaiken und Wandmalereien.
In der wissenschaftlichen Ausbildung der Theologen blieb die Christliche Archäologie im 19. Jahrhundert, meist zusammen mit der Christlichen Kunstgeschichte, überwiegend ein Anhängsel der Kirchengeschichte. Das Aufblühen der historischen Disziplinen im Zuge des Historismus kam auch der Christlichen Archäologie zugute. In Rom schaffte Anton de Waal (1837–1917) am Campo Santo Teutonico jungen Theologen die Möglichkeiten für ein Spezialstudium der Christlichen Archäologie; 1901 stiftete der Kirchenhistoriker Franz Xaver Kraus (1840–1901) testamentarisch aus seinem eigenen Vermögen in der Katholisch-Theologischen Fakultät der Universität Freiburg ein Institut und einen Lehrstuhl für Christliche Archäologie, in der Evangelisch-Theologischen Fakultät der Berliner Universität, wo Ferdinand Piper bereits zuvor das Fach der „Monumentalen Theologie“ gelehrt hatte, wurde 1913 eine außerordentliche Professur für Christliche Archäologie und kirchliche Kunst errichtet. Mit Ludwig von Sybel (1846–1929) wandte sich auch die traditionelle Kunstwissenschaft der frühchristlichen Kunst zu (Christliche Antike. Einführung in die altchristliche Kunst [1906/1909]). 1925 wurde in Rom das Pontificio Istituto di Archeologia Cristiana als Ausbildungsstätte mit Fakultätsrang gegründet.
Seit Beginn des 20. Jahrhunderts sorgte die Vermehrung der Kenntnisse und die Verfeinerung der Methoden durch Franz Joseph Dölger (1879–1940), Theodor Klauser (1894–1984), Johannes Kollwitz (1903–1968), Friedrich Wilhelm Deichmann (1909–1993) und viele andere für eine Verselbständigung des Fachs, die auch darin zum Ausdruck kam, dass Lehrstühle für Christliche Archäologie auch in Philosophischen Fakultäten eingerichtet werden. Heute stellt sie ein eigenständiges Fach in enger Nachbarschaft zur Kirchengeschichte, Klassischen Archäologie und Kunstgeschichte dar.
Internationale Kongresse für Christliche Archäologie werden seit 1894 abgehalten, in neuerer Zeit nach Möglichkeit in einem 5-Jahres-Rhythmus.

## Institute an deutschen Universitäten
- Bonn: Abteilung für Christliche Archäologie des Instituts für Archäologie und Kulturanthropologie der Universität Bonn
- Erfurt: Lehrstuhl für Alte Kirchengeschichte, Patrologie und Christliche Archäologie an der Katholisch-Theologischen Fakultät der Universität Erfurt
- Erlangen: Lehrstuhl für Christliche Archäologie im Fachbereich Evangelische Theologie der Universität Erlangen
- Freiburg im Breisgau: Abteilung für Christliche Archäologie und Byzantinische Kunstgeschichte des Instituts für Archäologische Wissenschaften der Universität Freiburg
- Göttingen: Abteilung Christliche Archäologie und Byzantinische Kunstgeschichte der Universität Göttingen
- Greifswald: Victor-Schultze-Institut (Traditionsinstitut innerhalb der theologischen Fakultät der Universität Greifswald)
- Halle: Christliche Archäologie und Byzantinische Kunstgeschichte an der Universität Halle
- Heidelberg: Seminar für Byzantinische Archäologie und Kunstgeschichte der Universität Heidelberg
- Mainz: Abteilung Christliche Archäologie und Byzantinische Kunstgeschichte, Institut für Kunstgeschichte und Musikwissenschaft der Universität Mainz
- Marburg: Fachgebiet Christliche Archäologie und Byzantinische Kunstgeschichte am Fachbereich Evangelische Theologie
- München: Spätantike und Byzantinische Kunstgeschichte am Institut für Byzantinistik, Byzantinische Kunstgeschichte und Neogräzistik der Universität München
- Münster: Institut für Klassische Archäologie und Christliche Archäologie der Universität Münster
- Wuppertal: Biblisch-Archäologisches Institut Wuppertal

## Hilfsmittel

### Lexika
- Dictionnaire d’archéologie chrétienne et de liturgie, Paris, Letouzey et Ané 1907–1951
- Reallexikon für Antike und Christentum, Stuttgart, Hiersemann, seit 1950
- Lexikon der christlichen Ikonographie, Freiburg, Herder, 1968–1976
- Dizionario patristico e di antichità cristiane, Casale Monferato, Casa Editrice Marietti 1983–1988; auch englisch und französisch
- Reallexikon zur byzantinischen Kunst, Klaus Wessel und Marcell Restle (Hrsg.) Stuttgart, Hiersemann, seit 1966
- Personenlexikon zur Christlichen Archäologie. Forscher und Persönlichkeiten vom 16. bis zum 21. Jahrhundert, hrsg. von Stefan Heid und Martin Dennert, 2 Bände, Regensburg, Schnell & Steiner 2012, ISBN 978-3-7954-2620-0.

### Zeitschriften
- Römische Quartalschrift für Christliche Altertumskunde und Kirchengeschichte (seit 1887)
- Δελτίον της Χριστιανικής Αρχαιολογικής Εταιρείας (seit 1892)
- Rendiconti della Pontificia Accademia di Archeologia (seit 1921)
- Rivista di Archeologia Cristiana (seit 1924)
- Dumbarton Oaks Papers (seit 1941)
- Jahrbuch für Antike und Christentum (seit 1958, dazu erscheinen in unregelmäßigen Abständen Ergänzungsbände)
- Mitteilungen zur Christlichen Archäologie (seit 1995, ISSN 1025-6555)
- Mitteilungen zur Spätantiken Archäologie und Byzantinischen Kunstgeschichte (seit 1998)

### Bibliographien
- L’Année philologique (IV. Sources non littéraires. A. Archéologie, e) Aires culturelles, Le monde tardo-antique und B. Épigraphie. f) Épigraphie chrétienne)
- Archäologische Bibliographie – Dyabola – ZENON
- Byzantinische Zeitschrift (III. Abteilung: Bibliographische Notizen und Mitteilungen)